# Rudolf Asmus

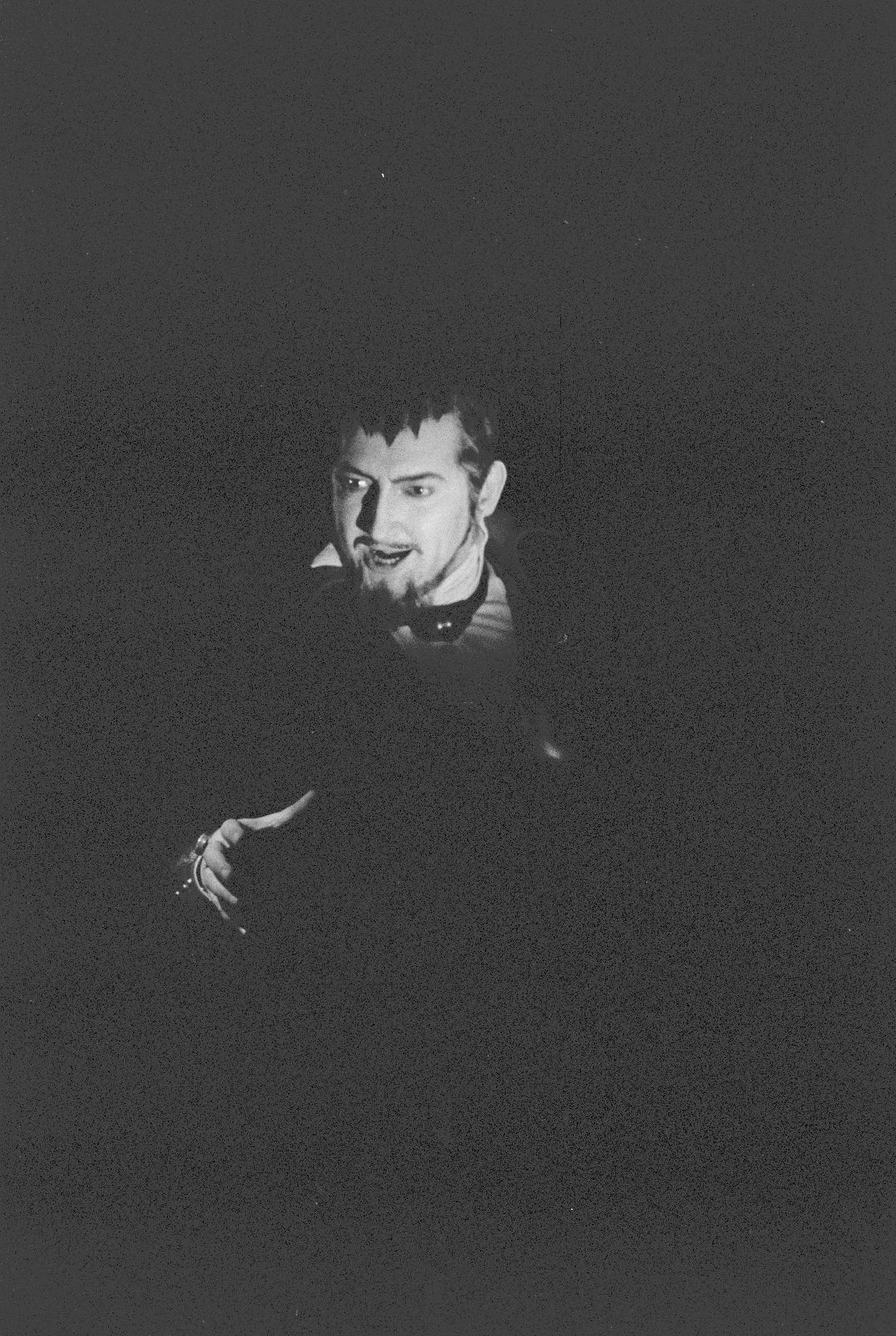
Rudolf Asmus in Hoffmanns Erzählungen von Jacques Offenbach, Komische Oper Berlin,
Foto: Abraham Pisarek, 1958

Rudolf Asmus (* 30. Oktober 1921 in Zlín, Mähren, Tschechoslowakei; † 13. Februar 2000 in Berlin) war ein tschechischer Opernsänger in der Stimmlage Bassbariton, der ab 1956 in der DDR wirkte.

## Leben
Nach einem Gesangsstudium debütierte er auf der Bühne in Ostrava 1942 (Ramphis) hier bis 1944 und gelangte über Engagements 1944/53 in Brünn, 1953/56 an das Prager Nationaltheater. Im Jahr 1956 holte ihn Walter Felsenstein, der Gründer und Intendant der Komischen Oper, nach Berlin. Hier feierte der Sänger große nationale wie auch internationale Erfolge in diversen Operninszenierungen.
Mit Fernsehadaptionen bekannter Opern unter der Regie von Frank Beyer und Walter Felsenstein wurde er auch dem Publikum vor dem Fernsehschirm bekannt. Im Jahr 1981 sang er den Nachtwächter in Wagners Die Meistersinger von Nürnberg in einer Inszenierung von Harry Kupfer. Im Jahr 1988 wurde sein Lebenswerk mit der Ehrenmitgliedschaft der Komischen Oper zu Berlin geehrt. Auch danach trat er an seinem Stammhaus noch in kleinen Rollen auf, etwa als Samiel in Der Freischütz (Premiere 1989), Finanzminister Antonio in Die Banditen (Premiere 1989), Lillas Pastia in Carmen (Premiere 1991) und Luther in Hoffmanns Erzählungen (Premiere 1993). Seinen Bühnenabschied hatte er Anfang Dezember 1996 als Orgelspieler auf dem Berg (= Händel) in der letzten Aufführung von Harry Kupfers legendärer Inszenierung der Händel-Oper Giustino.

## Repertoire
Er wirkte in 37 verschiedenen Rollen, wie beispielsweise im Schlauen Füchslein, Hoffmanns Erzählungen, Ritter Blaubart, Ein Sommernachtstraum und als Partner von Irmgard Arnold in dem Musical Der Fiedler auf dem Dach als Milchmann Tewje mit.
Fernsehaufzeichnungen seiner Rollen existieren vom Förster im Schlauen Füchslein (1965), Leporello im Don Giovanni (1966), den vier Bösewichten in Hoffmanns Erzählungen (1973), Popolani in Ritter Blaubart (1973) und zuletzt Dr. Bartolo in Figaros Hochzeit (1975) sowie Händel in Giustino (1984).

## Filmografie
- 1963: Karbid und Sauerampfer
- 1965: Das schlaue Füchslein (Studioaufzeichnung)
- 1966: Don Giovanni (Theateraufzeichnung)
- 1970: Hoffmanns Erzählungen (Studioaufzeichnung)
- 1973: Ritter Blaubart (Studioaufzeichnung)
- 1974: ABC der Liebe: Der Segen von oben
- 1976: Die Hochzeit des Figaro (Theateraufzeichnung)
- 1985: Giustino (Fernsehfilm)
- 1991: Spreewaldfamilie: Späte Liebe

## Auszeichnungen
- 1990: Wolfgang-Heinz-Ring